# Lutz Strohn
Lutz Strohn (* 31. August 1951 in Düsseldorf) ist ein ehemaliger Richter am Bundesgerichtshof.
Strohn trat nach Abschluss seiner juristischen Ausbildung am 25. April 1979 in den höheren Justizdienst des Landes Nordrhein-Westfalen ein. Nach Verwendungen beim Land- und Amtsgericht Wuppertal wurde er am 16. Juni 1982 zum Richter am Landgericht Wuppertal ernannt. Am 27. Februar 1991 erfolgte seine Beförderung zum Richter am Oberlandesgericht Düsseldorf, wo er neben seiner spruchrichterlichen Tätigkeit von 1996 bis 2002 auch mit Aufgaben der Justizverwaltung (u. a. den richterlichen Personalangelegenheiten) betraut war und am 22. Juni 1999 zum Vorsitzenden Richter ernannt wurde.
Am 10. Juli 2003 wurde er zum Richter am Bundesgerichtshof ernannt. Er gehörte bis zu seinem Eintritt in den Ruhestand mit Ablauf des 31. Januar 2017 dem vornehmlich für Rechtsstreitigkeiten aus dem Gebiet des Gesellschaftsrechts und für Teilbereiche des Kapitalmarktrechts zuständigen II. Zivilsenat an, dessen stellvertretender Vorsitzender er seit dem 1. Oktober 2009 war; zugleich war er seit Juli 2005 Mitglied des Kartellsenats. Für beide Senate war er zudem seit 2007 bzw. 2009 als stellvertretendes Mitglied in den Großen Senat für Zivilsachen sowie den Gemeinsamen Senat der obersten Gerichtshöfe des Bundes entsandt. Die Heinrich-Heine-Universität Düsseldorf hat ihm im Jahre 2013 die Bezeichnung Honorarprofessor verliehen.
Während seiner über dreizehnjährigen Zugehörigkeit zum Bundesgerichtshof hat Lutz Strohn die Rechtsprechung sowohl des II. Zivilsenats als auch des Kartellsenats maßgeblich mitbeeinflusst.